# Isak Gustaf Sehman
Isak Gustaf Sehman, född 23 november 1773 i Stockholm, död  1 januari 1855 på Aske herrgård, var en svensk brukspatron.

## Biografi
Sehman föddes i Stockholm och var brukspatron. Under åren 1802 till 1809 uppförde han Aske herrgård, som han troligen köpt redan 1799 från Carl Johan Fleetwood. Uppdraget att rita gården gavs till den italienska arkitekten Charles Bassi. 1818 uppförde han den första skolan i Tjusta där traktens barn fick undervisning.
Han gifte sig 1802 med Anna Johanna Tham, dotter till direktören i Ostindiska kompaniet, Gustaf Tham. Paret fick sex barn.

### Bilder

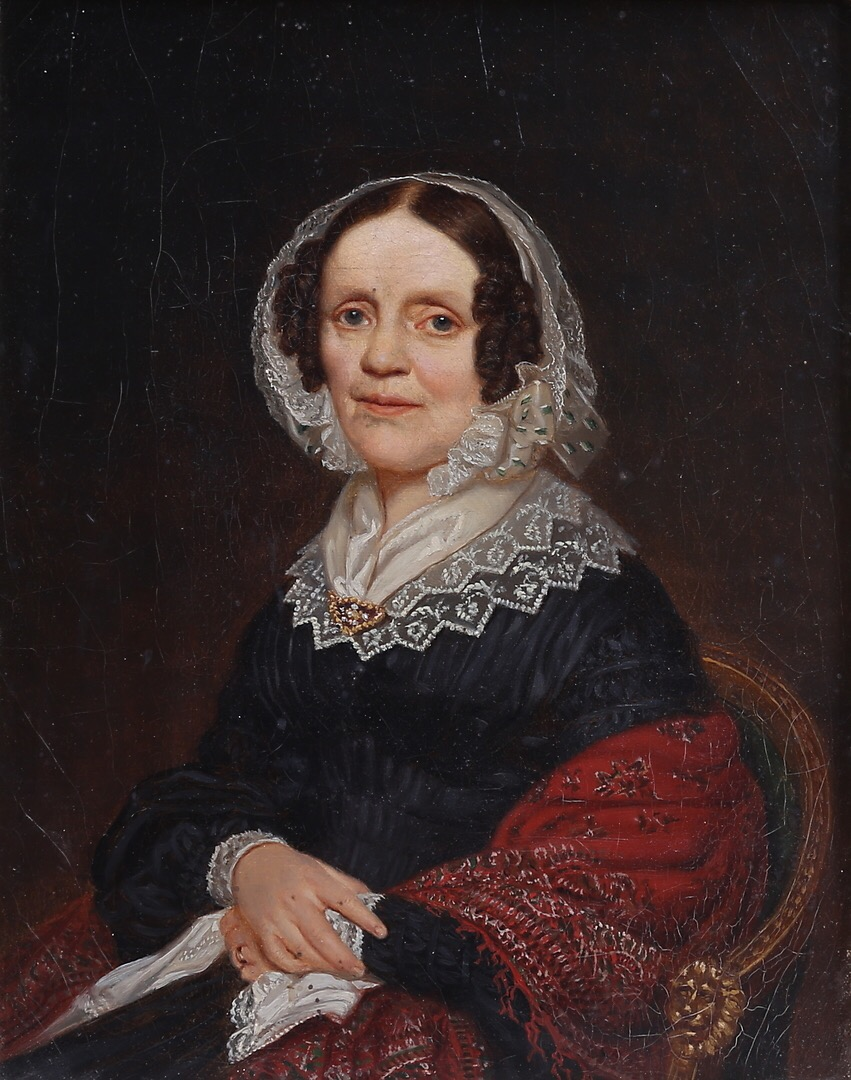
Anna Johanna Tham, gift Sehman. Porträtt av okänd från ca 1830.